# لامبورگینی اسنزا اس‌سی‌وی۱۲
لامبورگینی اسنزا اس‌سی‌وی۱۲ (به ایتالیایی: Lamborghini Essenza SCV12) یک خودروی اسپورت مخصوص پیست است که توسط شرکت خودروسازی ایتالیایی لامبورگینی تحت بخش مسابقه Squadra Corse تولید می‌شود. این خودرو که در ۲۹ ژوئیه ۲۰۲۰ معرفی شد، قدرتمندترین و آخرین خودروی کاملاً تنفس طبیعی است که توسط این برند ساخته شده‌است.